# Viúvas
As viúvas são um doce conventual tradicional de Braga, com origem no antigo Convento dos Remédios.
As freiras franciscanas do Convento dos Remédios, localizado no centro de Braga e destruído em 1910, mantiveram, até ao século XIX, uma longa tradição no fabrico de doces. Davam forma e sabor a muitos manjares como os maçapães, as lisonjas, as roscas, as morcelas, os ovos de canudo, as viúvas e o doce fino. Doces que ofereciam a quem queriam agraciar e que vendiam aos mosteiros masculinos da região e à própria cidade. 
O Mosteiro de Tibães, ao longo do século XVIII, comprava estes doces, particularmente as viúvas, para a festa de São Bento, celebrada em Março e Julho. Por vezes, enviavam os ingredientes e pagavam só o feitio. Foi assim que se foi percebendo que eram feitos com farinha, açúcar, manteiga, ovos, amêndoa, canela e cheiro. O cheiro era o aroma a flor de laranjeira, a âmbar ou a almíscar e que hoje já não utilizamos.
Os Mosteiros extinguiram-se, os monges refizeram a vida mas as viúvas ficaram na tradição bracarense até meados do séc. XX. Depois perderam-se e caíram no esquecimento. Foi através da investigação histórica que se recuperou novamente este doce. A receita permanecia esquecida em apontamentos de cozinha das famílias mais antigas da cidade e nos livros de gasto, guardados no Arquivo Distrital de Braga, onde as freiras quotidianamente registavam os gastos da cozinha.